# Tärby församling
Tärby församling var en församling i Skara stift och i Borås kommun. Församlingen uppgick 2010 i Fristads församling.

## Administrativ historik
Församlingen har medeltida ursprung.  
Församlingen var till 1937 annexförsamling i pastoratet Rångedala, Toarp, Äspered, Tärby och Varnum som till 1650 även omfattade Brämhults församling. Från 1937 till 1962 var den annexförsamling i pastoratet Toarp, Rångedala, Äspered, Tärby och Varnum. Från 1962 till 1992 var den annexförsamling i pastoratet Fristad, Borgstena, Gingri, Tärby, Tämta och Vänga. Från 1992 till 2010 var den annexförsamling i pastoratet Fristad-Gingri, Borgstena, Tärby, Tämta och Vänga. Församlingen uppgick 2010 i Fristads församling.

## Kyrkor
- Tärby kyrka